# Principals característiques dels éssers vius
Les principals característiques dels éssers vius són els trets biològics que han de complir tot ésser viu per ser-ne considerat com a tal.

## Organització dels éssers vius
Un ésser viu és el resultat d'una organització molt precisa; al seu interior es duen a terme diverses activitats al mateix temps, aquestes es relacionen a més a més les unes amb unes altres, pel que tots els éssers vius tenen una organització que és al mateix temps específica i complexa.
D'altra banda, la teoria cel·lular implica que tot ésser viu conegut està conformat per cèl·lules. les quals descendeixen en última instància d'un avantpassat comú universal.
La cèl·lula és la unitat fonamental de la vida, alguns individus poden ser unicel·lulars (d'una sola cèl·lula) o pluricel·lulars (dues o més cèl·lules). Poden ser eucariotes (amb nucli i material genètic) o procariotes (sense nucli, sol material genètic).

## Regulació de llur medi intern (homeòstasi)
La homeòstasi és el procés pel que un organisme manté regulades les seves funcions vitals, de manera que si arribés a fallar la regulació d'alguna d'aquestes funcions, l'organisme podria emmalaltir i fins i tot perdre la vida.

## Relació o irritabilitat
La funció de relació és un dels trets essencials i diferenciadores dels éssers vius. Un ésser viu percep els estímuls, com ara canvis en la temperatura, el pH, la quantitat d'aigua, llum, so, etc., i reacciona en conseqüència per produir les modificacions al seu funcionament necessàries per garantir el manteniment de la seva homeòstasi i, per tant, la preservació de la seva vida.
La reacció a determinats estímuls (com ara sons, olors, etc.) del medi ambient constitueix la funció de resposta als estímuls. En general els éssers vius no són estàtics, sinó que s'adapten, generen respostes i canvis enfront de modificacions al medi ambient, i responen a canvis físics o químics, tant en el mitjà extern com en l'intern.
Aquesta és una característica de tots els éssers vius que els permet adaptar-se als canvis ambientals de temperatura, humitat, intensitat de llum, pressió atmosfèrica, olor, set, gana o qualsevol tipus de sensació, per mantenir-se íntegres, vius i homeòstables.

## Metabolisme
El fenomen del metabolisme permet als éssers vius processar els nutrients presents en l'ambient per obtenir energia i mantenir les seves funcions homeostàtiques, emprant una quantitat de nutrients i emmagatzemant la resta per a situacions d'escassetat dels mateixos. En el metabolisme s'efectuen dos processos fonamentals:
- Anabolisme: Quan es transformen les substàncies senzilles dels nutrients en substàncies complexes.
- Catabolisme: Quan es degraden les substàncies complexes dels nutrients amb ajuda d'enzims en molècules més senzilles alliberant energia en el procés.

Durant el metabolisme es porten a terme reaccions químiques i de producció d'energia que fan possible el creixement de l'ésser viu, llur auto-reparació i l'alliberament d'energia necessària per mantenir la vida de l'organisme. És impossible que pugui existir, mantenir-se o generar-se vida sense energia. Aquestes reaccions hom les anomena processos metabòlics.

## Desenvolupament i creixement
Un tret principal dels éssers vius és que aquests creixen. Els éssers vius (organismes) requereixen de nutrients (aliments) per poder dur a terme els processos metabòlics.
En augmentar el volum de matèria viva, l'organisme aconsegueix el seu creixement.
El desenvolupament és l'adquisició de noves característiques.

## Reproducció
Els éssers vius són capaços de multiplicar-se (reproduir-se). Mitjançant la reproducció es produeixen nous individus semblants als seus progenitors i es perpetua l'espècie.
Els éssers procariotes es reprodueixen asexualment, als eucariotes hom observa dos tipus de reproducció:
- Asexual : En la reproducció asexual un sol organisme és capaç d'originar altres organismes nous, que són còpies exactes del progenitor des del punt de vista genètic. Un bon exemple de reproducció asexual és la divisió d'un bacteri en dos bacteris idèntics genèticament. No hi ha, per tant, intercanvi de material genètic (ADN). Els éssers vius nous mantenen les característiques i qualitats del seu progenitor.

- Sexual : La reproducció sexual requereix la intervenció de dos individus de sexes diferents. Els descendents seran resultat de la combinació de l'ADN de tots dos progenitors i, per tant, seran genèticament diferents als progenitors i en general també diferents entre ells. Aquesta forma de reproducció és la més comuna als organismes vius multicelulars. En aquest tipus de reproducció participen dues cèl·lules haploides originades per meiosis, els gàmetes, que s'uniran durant la fecundació.

## Adaptació
Les condicions ambientals en què viuen els organismes canvien, són dinàmiques, i els éssers vius han d'adaptar-se a aquests canvis per sobreviure.
El procés pel qual una espècie es condiciona lenta o ràpidament per aconseguir sobreviure davant els canvis ocorreguts en el seu mitjà, es diu evolució o adaptació biològica. A través de l'evolució les poblacions aconsegueixen adaptar-se al mitjà en el que es troben, per augmentar les seves possibilitats de supervivència.